# Clusiosomina puncticeps
Clusiosomina puncticeps är en tvåvingeart som först beskrevs av Malloch 1939.  Clusiosomina puncticeps ingår i släktet Clusiosomina och familjen borrflugor. Inga underarter finns listade i Catalogue of Life.